# Němčice (ort i Tjeckien, Södra Böhmen, lat 49,03, long 14,27)
Němčice är en ort i Tjeckien.   Den ligger i regionen Södra Böhmen, i den sydvästra delen av landet, 120 km söder om huvudstaden Prag. Němčice ligger 433 meter över havet och antalet invånare är 182.
Terrängen runt Němčice är platt åt nordost, men åt sydväst är den kuperad.Runt Němčice är det ganska glesbefolkat, med 42 invånare per kvadratkilometer. Närmaste större samhälle är České Budějovice, 16,1 km öster om Němčice. I omgivningarna runt Němčice växer i huvudsak blandskog.